# Qormi
Qormi (forma estesa in maltese Ħal Qormi, pronuncia Ormi; in italiano storico anche Curmi o Casal Fornaro), è la terza città più popolosa di Malta con una popolazione di 18 550 abitanti.
La città è posizionata a sud-est di La Valletta, nel centro di Malta, e confina con Marsa, Luqa e Żebbuġ.

## Storia
Vi è la presenza di alcuni resti che testimoniano insediamenti risalenti all'età del bronzo e sono state ritrovate anche tombe puniche e dei resti romani nella Valle Grande (Wied il-Kbir). 
Nel Medioevo la comunità di Qormi ebbe un periodo di prosperità, merito probabilmente della posizione centrale e della prossimità al Porto Grande, subì un periodo di declino dopo l'assedio di Malta da parte dell'impero ottomano.
Nel 1743 l'abitato ottenne il titolo di città grazie al Gran Maestro Manuel Pinto de Fonseca, fregiandosi per l'occasione del titolo di Città Pinto.
Al giorno d'oggi Qormi è la terza città maltese per numero di abitanti e conta due chiese, dedicate rispettivamente a San Giorgio (la più antica) e San Sebastiano.

## Sport
La squadra principale della città è il Qormi Football Club.